# Thalassodes tanymelea
Thalassodes tanymelea là một loài bướm đêm trong họ Geometridae.